# Adalwin
Adalwin, mort le 14 mai 873, est le quatrième archevêque de Salzbourg et abbé du monastère de Saint-Pierre.

## Biographie
Il reçut sa formation au siège épiscopal de Salzbourg. C'était Liupram, son prédécesseur, qui le favorisa fortement et le recommanda expressément auprès du roi Louis le Germanique pour qu´il soit son successeur. Il est nommé archevêque à la suite de la mort de Liupram en 859 et se rendit aussitôt à Rome au printemps 860 pour recevoir le pallium. 
Il s´occupa essentiellement de la christianisation des Slaves en Carantanie et en Pannonie mais aussi en Grande-Moravie. Louis le Germanique, roi de Francie orientale, récompensa ce travail de missionnaire par de nombreuses donations. Adalwin reçut de nombreuses églises et localités telles que Sabaria et Prostrum. Il conserva notamment de bonnes relations avec Kocel, prince de Pannonie à partir de 861.
Cependant, il ne parvint pas à s´opposer avec succès aux activités de mission des frères Cyrille et Méthode et en particulier à la nomination de Méthode comme archevêque de Sirmium en Pannonie par le pape Adrien II en 870. C´est peu après cette nomination qu´il fit capturer Méthode avec l´aide de l´évêque de Passau, Ermenric. À cette occasion, il fit rédiger la Conversio Bagoariorum et Carantanorum (en français : « Conversion des Bavarois et des Carantaniens ») pour réaffirmer l´importance de l´archevêché de Salzbourg pour la christianisation de la Pannonie et s´assurer de la condamnation de Méthode lors de son jugement à Ratisbonne. Celui-ci passa trois ans enfermé dans un cloître (Reichenau ou Ellwangen) avant que le pape Jean VIII n´impose sa libération en 873.
Après sa mort, le 14 mai 873, Adalwin fut remplacé par l'archevêque Adalbert Ier.

## Liens
- Notice dans un dictionnaire ou une encyclopédie généraliste :   - Deutsche Biographie
- Notices d'autorité :   - VIAF
  - ISNI
  - GND
  - Tchéquie